# 黎光 (1917年)
黎光（1917年6月—2005年5月23日），原名尹昌尧，安徽霍邱（今六安叶集区孙岗乡）石河村人。中华人民共和国铁道部副部长。中国共产党第十二次全国代表大会代表。

## 生平
1930年在乡政府做儿童团的工作，任区儿童团大队长、县儿童团总队长，1930年加入共产主义青年团。1931年10月参加中国工农红军，1932年转为党员。历任红二十五军的第224团团委书记、第75师团委书记、第二十五军团委书记。1934年11月随红二十五军长征。到陕北后任红十五军团第八十一师宣传科长、红二十七军第三团政委。1937年任独立第一师一团政治委员。
抗日战争时期，任八路军留守兵团警备第五团营教导员、团政治处主任，抗大分校政治部副主任等职。1944年随八路军南下支队第一梯队的王震三五九旅南下至鄂豫边区。
1946年任中原军区第一纵队第一旅(旅长皮定均)的团政治委员，参加“皮旅”中原突围。后随“皮旅”转战，历任晋冀鲁豫军区第十三纵队第三十七旅副政委、第十八兵团第六十一军第181师副师长。1949年进军大西南，任第六十一军第182师政治委员兼川北行署区剑阁地委书记。
1951年率第182师赴东北准备参加抗美援朝。1952年第182师改为铁道兵第八师任政委。1954年铁八师集体转业为铁道部第四工程局，任局长兼党委书记。后任武汉铁路局党委书记、铁道部政治部副主任。1963年7月1日撤销铁道部政治部青年工作部，正式成立中国共产主义青年团全国铁道委员会（简称“铁道团委”），受铁道部党委和团中央的领导，铁道部政治部副主任黎光兼书记。1965年任西南铁路建设工地指挥部副政治委员兼政治部主任。1975年1月至1979年4月任铁道部副部长兼铁道部政治部主任。1975年9月10日，铁道部派出以铁道部党的临时领导小组成员兼铁道部政治部主任黎光为组长的工作组到兰州，帮助兰州铁路局贯彻落实中央[1975]9号文件精神。9月13日黎光向甘肃省委主要领导汇报了情况，建议省委派人参加工作组，共同解决兰州铁路局的问题；但省委主要负责人认为中央9号文件规定铁路局以部管为主。9月13日至21日黎光为首的铁道部工作组主持召开了兰州铁路局领导班子会议，揭露局领导班子派性严重，掌权者得到甘肃省委以至中央某些人的支持，对整顿采取消极抵制的态度。9月26日黎光回京向铁道部党的临时领导小组汇报了兰州铁路局存在的严重问题。铁道部党的临时领导小组决定召开兰州局党委扩大会议，充分发动群众揭发，局党委主要领导进行检查，对领导班子进行组织调整。10月3日黎光再次来到兰州。10月4日至13日铁道部工作组帮助下召开兰州铁路局党委五届九次全委扩大会议。会后，根据职工群众揭发的事实和要求，经与甘肃省委协商，工作组宣布了铁道部党的临时领导小组调整兰州局领导班子的决定，将局党委书记和两名副书记调离领导岗位，并对有关部门的一些干部也进行调整。任命蔺子安为代理书记，于长源为副书记，陈国辉为副书记兼革委会第一副主任。1976年1月5日兰州铁路局200多人将中央帮助兰州铁路局工作的工作组长黎光围斗后，拉到铁路局招待所软禁。1976年2月9日冼恒汉向中共中央提出《关于解决兰州铁路局问题的意见》，说黎光“在整顿兰州铁路局期间，刮起了一股右倾翻案风，借批派性为名，实际上批了无产阶级文化大革命，批了在文化大革命和批林批孔运动中表现好的一些干部和积极分子。”2月15日凌晨一时，中央领导在北京接见了河南省委、甘肃省委、郑州铁路局、兰州铁路局党委和铁道部临时领导小组的负责人，讨论郑州铁路局和兰州铁路局的全面整顿工作。1979年3月19日经中共中央批准，铁道部和中共甘肃省委撤销冼恒汉1976年2月9日《关于解决兰州铁路局问题的意见》，为兰州铁路局所谓"刮右倾翻案风"问题彻底平反，为万里、黎光、蔺子安恢复名誉。
1979年任中国人民解放军基本建设工程兵副政委、党委副书记。1982年为保证基建工程兵撤销改编工作的顺利进行，根据国务院、中央军委《关于撤销基建工程兵的决定》，组成“基建工程兵撤销工作领导小组”，具体领导撤销改编工作，基建工程兵副政委黎光为该领导小组成员。1982年10月19日基建工程兵撤销工作领导小组向国务院、中央军委呈报《关于撤销基建工程兵的实施方案》。国务院、中央军委于12月9日批转该实施方案(即[1982]36号文件)。1983年11月11日，国务院、中央军委下发《国务院、中央军委关于成立基建工程兵善后工作领导小组问题的通知》，决定撤销基建工程兵领导机关，成立“基建工程兵善后工作领导小组”，黎光任组长。1983年12月经中央军委批准，成立中共基建工程兵善后工作领导小组临时委员会，黎光任书记。1985年1月14日，国务院、中央军委决定撤销基建工程兵善后工作领导小组和临时党委。1985年4月1日，总政治部通知：成立“基建工程兵善后工作办公室”、基建工程兵善后工作办公室临时党委，归总政治部领导，黎光为善后工作办公室主任、临时党委书记。1986年7月，总政治部决定撤销基建工程兵善后工作办公室和临时党委，未完善后工作由总政治部直属工作部负责处理。1987年黎光按副大军区职离职休养。

## 家人
- 夫人郝杏元